# Ethanolate

Ethanolat-Ion

Ethanolate (auch Ethoxide, veraltet Ethylate) sind Salze aus Metall-Kationen und Ethanolat-Anionen. Das Ethanolat-Ion entsteht formal aus Ethanol durch Deprotonierung. Die Summenformel des Ethanolat-Ions lautet C2H5O−. Ethanolate gehören zur Stoffgruppe der Alkoholate. Mit Wasser reagieren sie heftig, wobei sich eine alkalische Lösung und Ethanol bildet:
{\displaystyle \mathrm {CH_{3}CH_{2}OK+H_{2}O\longrightarrow CH_{3}CH_{2}OH+KOH(aq)} }
Kaliumethanolat kann zum Beispiel aus Ethanol und Kalium synthetisiert werden:
{\displaystyle \mathrm {2\ CH_{3}CH_{2}OH+2\ K\longrightarrow 2\ (CH_{3}CH_{2}O^{-})K^{+}+H_{2}} }
Analog zu Ethanol bildet auch Methanol Alkoholate, die als Methanolate bezeichnet werden.